# Manama (stad)
Manama of Manamah (Arabisch: المنامة, al-Manāma) is de hoofdstad van Bahrein en is gelegen in het noordoosten van het hoofdeiland Bahrein. Het is de grootste stad van het land. Het aantal inwoners bedraagt ongeveer 200.000, ruwweg een kwart van de volledige bevolking van Bahrein.
Manama werd al vermeld in islamitische geschriften daterend uit 1345 of eerder. Het bestuur van het eiland werd overgenomen door de Portugezen in 1521 en daarna door de Perzen in 1602. Sinds 1783 wordt het met korte onderbrekingen door de dynastie van al-Khalifa bestuurd. Op 5 december 1947 vond een pogrom plaats, gericht tegen de Joodse gemeenschap van de stad. Een mengigte plunderde Joodse huizen en winkels en verwoestten de synagoge. Eén Joodse vrouw stierf. Manama werd in 1958 tot vrijhaven benoemd en werd in 1971 de hoofdstad van het toen onafhankelijk geworden Bahrein.
De economische basis voor Manama is dezelfde als die van Bahrein als geheel: aardolie, olieraffinage, visserij en het parelduiken. Er is een internationale luchthaven op het eiland Muharraq, waarmee de stad is verbonden via een verhoogde weg. In Manama bevindt zich ook de Universiteit van Bahrein, die in 1986 werd opgericht en het Bahrain World Trade Center, dat met zijn 240 meter het tweede hoogste gebouw van de stad is. De stad fungeert als centrum van de Amerikaanse marine in de regio, van welke Bahrein een belangrijke bondgenoot is.

## Bekende inwoners van Manama

### Geboren
- Bassim Mahmood (1975), darter
- Jacqueline Fernandez (1985), actrice
- Ahmed Naser (2000), wielrenner

## Stedenband
- Ankara (Turkije)